# Armătura
Armătura a fost o companie privată din Cluj-Napoca care se ocupă de producția de articole de robinetărie din aliaje neferoase.
Cu peste un secol de tradiție în domeniul armăturilor și robinetăriei, Armătura a evoluat de-a lungul a peste 124 de ani devenind lider pe piața internă și unul dintre cei mai mari producători din Europa de Sud-Est. Calitatea și funcționalitatea produselor este o preocupare permanentă, reprezentând filosofia care stă la baza activității inginerilor și proiectanților. Exista azi în fabricație peste 2500 de produse care acoperă întreaga gamă în domeniul instalațiilor (apă, gaz, abur).
Compania devine o societate cu capital integral privat în 1996, încheindu-se astfel procesul de privatizare. Societatea este cotată la Bursa de Valori București din 1997, sub simbolul ARM.
În octombrie 2008, acționarii principali ai companiei erau Herz Armaturen, cu o deținere de 32,99% din acțiuni și Tridelta Heal Beteiligungsgesellschaft, cu 16,76% din capital.
De asemenea, fondul de investiții Broadhurst Investments Limited avea o participație de 6,83%.
Toate produsele Armătura au o concepție proprie, definită de specialiști, care realizează și tehnologiile și sculele necesare, ajutați de metode moderne de fabricație și execuție.
Materialele și finisajele de bună calitate sunt de asemenea prioritatea companiei.
Armătura își realizează integral necesarul de semifabricate turnate și matrițate din fontă și aliaje de neferoase, fiind totodată și furnizori de semifabricate pentru parteneri din țară și străinătate.